# بيتر غرونبيرغ
بيتر غرونبيرغ (بالألمانية: Peter Grünberg) عالم ألماني مولود سنة 1939. عمل أستاذًا في معهد فورشونج سنتروم يولش بألمانيا حتى وفاته.
حائز على جائزة نوبل في الفيزياء سنة 2007 بسبب اكتشافه تكنولوجيا «جي أم آر» (تأثير مقاومة مغناطيسية كبرى التي «شكلت ثورة في التقنيات التي تتيح قراءة المعلومات المخزنة على القرص الصلب». ويشهد هذا المجال من العلوم الدقيقة (نانو ازدهارا كبيرا.

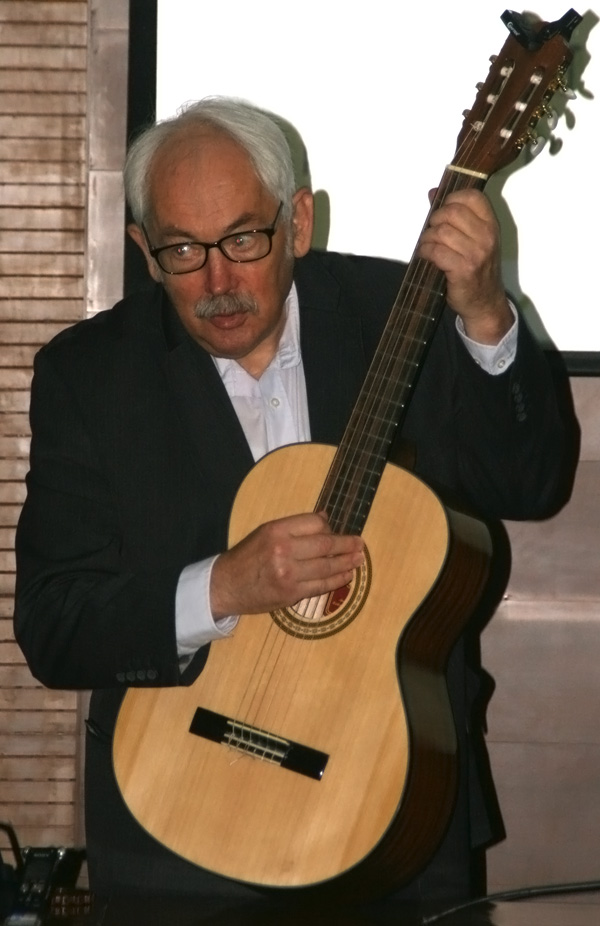
بيتر غرونبيرج يعزف على الجيتار خلال خطابه.

وشاركه في الجائزة البرت فير من باريس عن إنجازاته في نفس المجال. كان بيتر غرونبيرغ يعتنق المسيحية على مذهب الكنيسة الرومانية الكاثوليكية.

## روابط خارجية
- بيتر غرونبيرغ على موقع الموسوعة البريطانية (الإنجليزية)
- بيتر غرونبيرغ على موقع مونزينجر (الألمانية)
- بيتر غرونبيرغ على موقع إن إن دي بي (الإنجليزية)